# Lužice (Mosti járás)
Lužice település Csehországban, a Mosti járásban. Lužice Hrobčice, Měrunice, Korozluky, Skršín, Želenice, Patokryje és Obrnice településekkel határos. Lakosainak száma 580 fő (2024. január 1.).

## Népesség
A település lakosságának változását az alábbi diagram mutatja:
| Lakosok száma | 453  | 489  | 550  | 391  | 310  | 450  | 618  | 703  | 548  | 580  |
|               | 1869 | 1900 | 1921 | 1961 | 1980 | 2011 | 2016 | 2019 | 2021 | 2024 |